# Уэстчестер Никс
Уэстчестер Никс (англ. Westchester Knicks) — американский профессиональный баскетбольный клуб, выступающий в Восточной конференции Атлантическом дивизионе Лиги развития НБА. Базируется в округе Уэстчестер штата Нью-Йорк. «Никс» играет свои матчи на стадионе Westchester County Center, находящимся в городе Уайт-Плейнс, штат Нью-Йорк.
«Уэстчестер Никс» стал 7-м по счету клубом Лиги развития НБА, который напрямую принадлежит клубу НБА, а также стали новым фарм-клубом «Нью-Йорк Никс», заменив «Эри Бэйхокс».

## Сезон 2014—2015
3 сентября 2014 года «Уэстчестер Никс» приобрел 16 игроков на драфте расширения. 13 октября 2014 года Кевин Уайтед был назначен главным тренером команды. 16 ноября «Никс» провели свой первый матч в рамках лиги уступив со счётом 84—91 «Оклахома-Сити Блю». Через три дня они уже провели свой первый матч дома, уступив «Кантон Чардж» 84—88. Первая победа ждала их в третьем матче регулярного сезона против команды «Гранд-Рапидс Драйв», та игра закончилась со счётом 97—83.
7 января 2015 года Лэнгстон Гэллоуэй подписал 10-дневный контракт с «Нью-Йорк Никс», став таким образом первым игроком вызванным в НБА в истории новой франшизы.
30 марта 2015 года клуб через свой Твиттер объявил, что главный тренер Кевин Уайтед был уволен из клуба за плохие результаты команды, «Уэстчестер Никс» закончил сезон со всего лишь 10 победами, против 40 поражений, это стало худшим результатом среди всех клубов Восточной конференции.

## Сезон 2015—2016
7 октября клуб назначил нового главного тренера, им стал бывший ассистент главного тренера «Остин Спёрс» Майк Миллер.

## Статистика сезонов
| Уэстчестер Никс           |                           |                           |    |    |      |           |           |
| 2014-15                   | Атлантический             | 5-е                       | 10 | 40 | 20,0 |           |           |
| Всего в регулярном сезоне | Всего в регулярном сезоне | Всего в регулярном сезоне | 10 | 40 | 20,0 | 2014—2015 | 2014—2015 |
| Всего в плей-офф          | Всего в плей-офф          | Всего в плей-офф          | 0  | 0  | 0,0  | 2014—2015 | 2014—2015 |

### Является фарм-клубом
- Нью-Йорк Никс (2014—н. в.)

## Известные игроки
В клубе играли:
- Лэнгстон Гэллоуэй (2014—2015)